# Бардаківка
Барда́ківка (до 2024 року — Цепо́чкине) — село в Україні, у Коломацькій селищній громаді Богодухівського району Харківської області. Населення становить 65 осіб. До 2017 орган місцевого самоврядування — Шелестівська сільська рада.

## Географія
Село Бардаківка примикає до села Підлісне, на відстані 2 км розташовані села Панасівка, Трудолюбівка, Пащенівка і Гладківка. До села примикає великий лісовий масив (дуб).

## Історія
12 червня 2020 року, розпорядженням Кабінету Міністрів України № 725-р «Про визначення адміністративних центрів та затвердження територій територіальних громад Харківської області», увійшло до складу Коломацької селищної громади.
19 липня 2020 року, в результаті адміністративно-територіальної реформи і ліквідації Коломацького району, село увійшло до складу Богодухівського району.
19 вересня 2024 року Верховна Рада підтримала перейменування села Цепочкине на Бардаківка. 26 вересня 2024 року перейменування набуло чинності.